# Vertrag von Dresden (1709)
Bündnisverträge

Preobraschenskoje (1699) • Dresden (1699) • Narva (1704) • Dresden (1709) • Thorn (1709) • Kopenhagen (1709) • Hannover (1710) • Lutsk (1711) • Adrianopel (1713) • Schwedt (1713) • Stettin (1715) • Berlin (1715) • Greifswald (1715)
Friedensverträge

Traventhal (1700) • Warschau (1705) • Altranstädt (1706) • Pruth (1711) • Frederiksborg (1720) • Stockholm (1719) • Stockholm (1720) • Nystad (1721)  • Stockholm (1729)
Kapitulationen

Estland und Livland (1710)
Der Bündnisvertrag von Dresden im Jahre 1709 war ein dänisch-sächsisches Offensiv- und Defensivbündnis und wurde am 17. Julijul. / 28. Juli 1709greg. in der sächsischen Hauptstadt Dresden zwischen dem Kurfürsten August dem Starken und dem dänischen König Friedrich IV. geschlossen.

## Vorgeschichte
Bereits im Jahre 1699 wurde zwischen den beiden Staaten ein Offensiv- und Defensivbündnis geschlossen. Dieses wurde im Jahre 1700 nach der schwedischen Landung bei Humlebæk und dem anschließenden Frieden von Traventhal zwischen Schweden und Dänemark auf Drängen des schwedischen Königs Karl XII. von den Dänen einseitig aufgekündigt. Mit dem Friedensvertrag von Traventhal trat Dänemark offiziell aus der Allianz gegen Schweden aus und beendete seine Einmischung in den Großen Nordischen Krieg.

## Die Erneuerung des Bündnisses
Der dänische König, der nach dem russischen Sieg in der Schlacht bei Poltawa und der anschließenden Flucht des schwedischen Königs in das Osmanische Reich wieder an einen Sieg über Schweden glaubte, reiste im Juli 1709 nach Sachsen. Zu Gast am sächsischen Hofe strebte er die Erneuerung des Bündnisses an.
August der Starke, welcher im Krieg gegen Schweden den Titel König von Polen im Altranstädter Friede 1706 verloren hatte, sah ebenfalls die Chance, gemeinsam mit Dänemark und Russland die verlorene Königswürde zurückzuerlangen.

## Der Vertrag
In dem elfseitigen Vertrag sicherte der dänische König dem sächsischen Kurfürsten seine Unterstützung im Kampf um die polnische Krone zu. Des Weiteren verpflichtete Dänemark sich, den Separatfrieden mit Schweden zu brechen und die schwedische Provinz Schonen von Norwegen aus anzugreifen. Auch wurden Verhandlungen mit Russland vereinbart.
Dennoch fürchteten die Vertragspartner die Bürgen des Traventhaler Friedens und vereinbarten im Artikel IV, dass sowohl das Herzogtum Holstein als auch alle schwedischen Besitzungen auf deutschem Boden Neutralität genießen und von Sachsen und Dänemark nicht angegriffen werden.
Außerdem beschlossen die Vertragspartner, den preußischen König Friedrich I. ebenfalls als Partner im Kampf gegen Schweden zu gewinnen. Zu diesem Zweck reiste der dänische König nach Abschluss des Vertrages von Dresden aus nach Berlin. Der erste preußische König war an diesem Angebot nicht uninteressiert, denn wenn Preußen Schwedisch-Pommern besitzen würde, hätte es einen direkten Zugang zum Meer (vgl. Dreikönigstreffen).
Der Vertrag wurde von Graf Jacob Heinrich von Flemming, Woldemar Freiherr von Löwendal und Ernst Christoph von Manteuffel ausgearbeitet. Alle drei unterschrieben und besiegelten den Vertrag.

## Die Folgen
Am 8. August 1709 zog August II. seine Unterschrift unter den Altranstädter Frieden zurück und ließ sich durch Papst Clemens XI. vom Vertrag entbinden. An der Seite von Dänemark und Russland zog Sachsen erneut gegen Schweden in den Krieg.
Im Oktober 1709 schlossen Russland und Dänemark einen Bündnisvertrag. Im Vertrag von Kopenhagen wurde die Zusammenarbeit im Kampf gegen Schweden vereinbart.